# Цинке, Густав Адольф
Густав Адольф Цинке (нем. Gustav Adolf Zinke; 17 ноября 1854, Пардубице — 23 ноября 1931, Зальцбург) — австрийский скрипач.
Сын военного дирижёра Франца Йозефа Цинке (1815—1893) — ткача из Либерецкого края, во время армейской службы выучившегося играть на флюгельгорне и в 1845 г. сдавшего экзамен на звание капельмейстера венскому профессору Генриху Проху. В 1846—1868 гг. Цинке-старший руководил оркестром 9-го гусарского полка австро-венгерской армии, а затем преподавал музыку в школе монастыря Клостернойбург.
В 1867—1873 гг. учился в Пражской консерватории у Антонина Бенневица (скрипка) и Йозефа Крейчи (теория музыки). Затем в 1873—1881 гг. концертмейстер в оркестре городского театра в Брюнне, выступал также во главе струнного квартета, участвовал в различных камерных ансамблях (в том числе с Леошем Яначеком как пианистом).
В 1881 г. по приглашению Йозефа Фридриха Гуммеля работал в Зальцбурге, как преподаватель скрипки в консерватории Моцартеум и концертмейстер аффилированного с консерваторией оркестра. С 1887 г. руководил также одноимённым квартетом, в течение 15 лет интенсивно концертировавшим в городе. С 1914 г. профессор. В 1922 г. вышел на пенсию. Среди его учеников — Виктор Кельдорфер, Эрнст Зомпек.
Сын, Густав Цинке (1885—1954) — геолог, автор подробной геологической карты Зальцбурга и окрестностей (1925).